# Marcha del millón de hombres

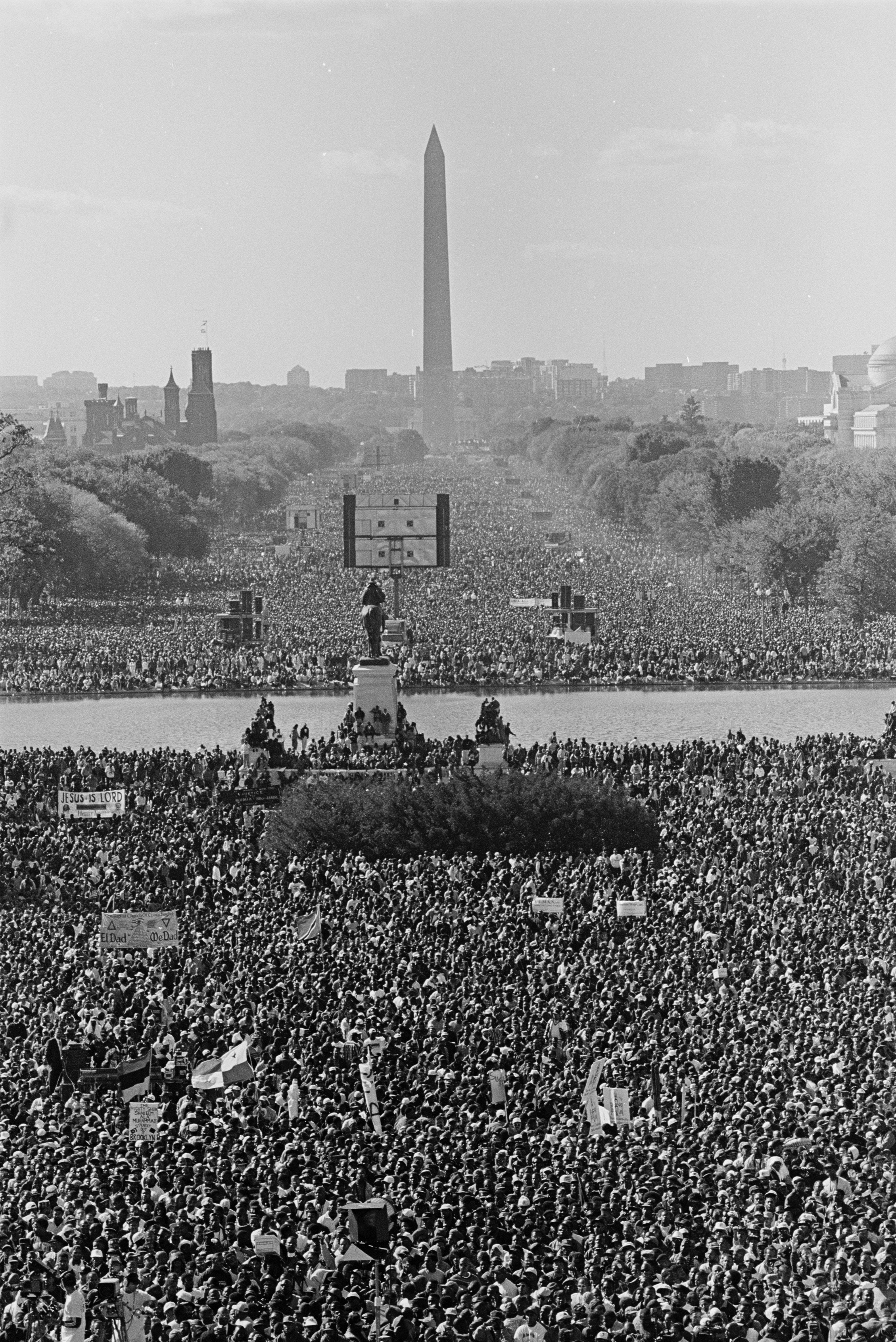
Marcha del millón de hombres en Washington

La marcha del millón de hombres fue una gran reunión de hombres afroamericanos en Washington D. C., celebrada el 16 de octubre de 1995. Convocada por Louis Farrakhan, se llevó a cabo en los alrededores del National Mall.

## Historia

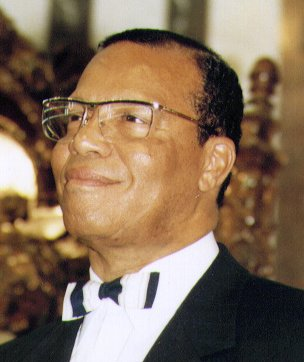
El líder religioso y activista Louis Farrakhan fue el organizador de la marcha

La Cumbre Nacional de Liderazgo Afroamericano, un importante grupo de activistas de los derechos civiles y la Nación del Islam, que trabajaban con decenas de organizaciones de derechos civiles, formaron el comité organizador de la marcha. El fundador de la Cumbre Nacional de Liderazgo Afroamericano, el doctor Benjamín Chavis, Jr. ofició como director nacional del evento.
El comité invitó a muchos oradores destacados a dirigirse a la audiencia, y hombres afroamericanos de todos los Estados Unidos se reunieron en Washington para "transmitir al mundo una imagen muy diferente del hombre negro" y para unirse defensa contra los males económicos y sociales que afectan a la comunidad afroamericana.
La marcha tuvo lugar en el contexto de un movimiento de base más amplio que se propuso ganar la atención de la clase política en cuanto a los problemas urbanos y de las minorías mediante amplias campañas de inscripción de votantes. Ese mismo día se celebró un acto paralelo denominado Día de la Ausencia, organizado por las mujeres junto con los dirigentes de la marcha, que tenía por objeto atraer a la gran población afroamericana que no podrían asistir a la manifestación en Washington. En esta fecha se animó a todos los ciudadanos de color para que se quedaran en casa y dejaran de asistir a sus actividades escolares, laborales y sociales habituales para centrarse en la lucha por una comunidad negra sana y autosuficiente. Además, los organizadores del Día de la Ausencia esperaban aprovechar la ocasión para hacer grandes progresos en su campaña de registro de votantes.
Surgió un conflicto sobre las estimaciones del tamaño de la marcha entre sus organizadores y los funcionarios del Servicio Nacional de Parques, quienes hicieron una estimación de unos 400 mil asistentes, un número significativamente menor que el que esperaban los organizadores de la marcha. Después de un acalorado intercambio entre los líderes de ambas partes, investigadores de la Universidad de Boston financiados por ABC-TV estimaron que en la multitud había unos 837 mil miembros, con un margen de error del 20%.

## Eventos similares
En 1997 se celebró la marcha del millón de mujeres, una iniciativa similar en la que se convocaron cerca de 500 mil mujeres afroamericanas. En 2015 se llevó a cabo una nueva marcha en conmemoración del aniversario número veinte de la realización del evento original. Esta marcha fue organizada nuevamente por Louis Farrakhan, y sus participantes se reunieron en apoyo de la reforma policial y para levantar la voz sobre la discriminación contra la población negra en los Estados Unidos.